# Hidde Jurjus
Hidde Jurjus (* 9. Februar 1994 in Lichtenvoorde, Gelderland) ist ein niederländischer Fußballspieler. Seit 2023 steht er beim FC Groningen unter Vertrag und war niederländischer U21-Nationaltorhüter.

## Karriere

### Verein
Hidde Jurjus, dessen Vater selbst Fußball gespielt hat und dessen Bruder und Cousin ebenfalls im Fußballsport aktiv sind, wurde in Lichtenvoorde, einem Dorf in der Region Achterhoek in der Provinz Gelderland, geboren und begann beim ortsansässigen Klub Longa '30 mit dem Fußballspielen, bevor er in die Jugendmannschaften von BV De Graafschap aus Doetinchem, 24 Kilometer von seiner bisherigen Wirkungsstätte entfernt, wechselte. Am 8. August 2014 lief er im Alter von 20 Jahren beim 1:1-Unentschieden im Auswärtsspiel in der zweiten niederländischen Liga gegen den FC Emmen erstmals in einer Profiliga auf. Schon bald erkämpfte sich Jurjus einen Stammplatz und qualifizierte sich mit BV De Graafschap für die Auf-und-Abstiegs-Play-offs. Dort erreichte der Verein das Finale und setzte sich dort gegen den FC Volendam durch, womit BV De Graafschap in die Eredivisie aufstieg. Auch in der höchsten niederländischen Spielklasse behielt Hidde Jurjus seinen Stammplatz im Gehäuse des Vereins aus dem Achterhoek. Mit dem 17. Platz musste BV De Graafschap erneut in die Auf-und-Abstiegs-Play-offs. Dort erreichte der Verein aus Doetinchem das Finale und stiegen wieder in die zweite niederländische Liga ab, nachdem sie Go Ahead Eagles Deventer unterlagen.
Daraufhin wechselte Hidde Jurjus zu PSV Eindhoven, wo er sich allerdings keinen Stammplatz erkämpfen konnte und Spielpraxis lediglich in der Reservemannschaft sammelte. Nach einem Jahr wurde der in Lichtenvoorde geborene Torwart an Roda JC Kerkrade verliehen. Dort erkämpfte sich Jurjus einen Stammplatz und musste mit dem Verein mit dem 16. Tabellenplatz in die Auf-und-Abstiegs-Play-offs. In den Halbfinalspielen unterlag Roda JC Kerkrade Almere City FC und stieg somit in die zweite niederländische Liga ab. Zur neuen Saison wurde Hidde Jurjus zu seinem Jugendverein BV De Graafschap, der zuvor in die Eredivisie zurückgekehrt war, verliehen, wo er wieder Stammtorhüter war. Nachdem er sich am 1. März 2019 im Punktspiel gegen ADO Den Haag verletzt hatte, fiel er aufgrund einer Oberschenkelverletzung aus. Nachdem er sich auskuriert hatte, kam Jurjus nicht mehr zum Einsatz und erlebte die Auf-und-Abstiegs-Play-offs, wo BV De Graafschap in den Finalspielen Sparta Rotterdam unterlag und somit abstieg, von der Bank aus. Hidde Jurjus blieb weiterhin in Doetinchem und erkämpfte sich seinen Stammplatz zurück. Da die Saison aufgrund der Corona-Krise abgebrochen wurde, gab es keinen Auf- oder Absteiger, so dass BV De Graafschap in der zweiten niederländischen Liga blieb. Daraufhin und nach dem Ablauf des Leihvertrages kehrte kurzzeitig Jurjus zu der PSV Eindhoven zurück.
Im August 2020 wechselte er zum deutschen Drittligisten KFC Uerdingen. In Krefeld-Uerdingen unterschrieb Hidde Jurjus einen Zweijahresvertrag. Bei den Uerdingern kam er zu 24 Einsätzen und kam zu acht Partien ohne Gegentore. Sportlich hielt der KFC Uerdingen die Klasse, allerdings mussten sie einen Lizenzentzug hinnehmen, der gleichbedeutend mit dem Abstieg in die Regionalliga West war. Daraufhin kehrte Hidde Jurjus zu BV De Graafschap zurück, wo er für zwei Spielzeiten unterschrieb. Nach zwei Jahren verpflichtete ihn im Sommer 2023 der Zweitliga-Konkurrent FC Groningen.

### Nationalmannschaft
Hidde Jurjus debütierte am 28. März 2016 beim 1:0-Sieg im Testspiel im spanischen San Pedro del Pinatar für die niederländische U21-Nationalmannschaft. Sein zweites und letztes Länderspiel absolvierte er am 15. November 2016 im EM-Qualifikationsspiel in Doetinchem gegen Portugal. Aufgrund seines Alters war Jurjus in der Folgezeit für die niederländische U21-Auswahl, die die Qualifikation für die U21-Europameisterschaft 2017 in Polen verpasste, nicht mehr spielberechtigt.